# 郭店镇 (凤翔县)
郭店镇是中国陕西省宝鸡市凤翔县下辖的一个镇。

## 行政区划
郭店镇下辖以下行政区：
石落务村、导子营村、西南家凹村、东南家凹村、豆家凹村、南旗务村、北旗务村、下郭店村、上郭店村、礼包务村、小旗务村、三岔村、丁家河村、导子村